# Oldřich Lipský
Oldřich Lipský (Pelhřimov, Bohèmia, 4 de juliol de 1924 - Praga, 19 d'octubre de 1986) va ser un guionista i director de cinema txecoslovac.

## Biografia
Els seus progenitors estaven en el món del teatre d'afeccionats: el pare, Vilém, que tenia una pastisseria amb cafè, dirigia una companyia. Oldřich es va interessar des de petit per al teatre, el circ i el cinema. Amb el seu germà major Lubomír (n. 1923), que després actuaria en les seves pel·lícules i en unes altres, Oldřich aniria practicant la direcció de cinema.
Durant el Protectorat de Bohèmia i Moràvia, Oldřich Lipský va ser deportat pels alemanys durant un temps va ser obligat a treballs forçats.
En tornar a Pelhřimov, el 1943, va fundar una companyia de teatre amb el seu germà i amb altres: s'anomenaria Mladá komedie (Comèdia Jove). En aquells dies va començar també com a actor en algunes pel·lícules. Poc després d'acabar la guerra, la companyia va anar a actuar a Praga, i l'èxit va animar Lipský a fundar-hi una altra companyia, Divadle satiry (Teatre de la Sàtira), amb la qual va continuar actuant i de la qual més tard seria director artístic. En aquesta etapa, va començar a estudiar filosofia a la Universitat Carolina, que havia tornat a obrir-se després d'estar tancada cinc anys i mig durant l'estada de les forces d'ocupació.
Després d'encarregar-se de la direcció de diversos teatres de Praga, va començar a treballar als Estudis Barrandov. Allí, al principi va ser ajudant de guió, després ajudant de direcció i, ja el 1954, director. Es va estrenar com a tal amb Cirkus bude! (El circ donarà sessió!), que no va ser ben acollida per la crítica però va ser un èxit públic i orientaria a Lipský com a director de comèdia d'ara endavant.
Després de l'escàs èxit de les seves dues pel·lícules següents, va deixar els estudis de cinema i va anar uns anys amb el circ nacional, en el qual es van fer treballs mixtos d'arts circenses tradicionals, projeccions i efectes de llanterna màgica. Durant les gires pel Japó, l'Índia i Birmània, Lipský va rodar curtmetratges documentals i, també de caràcter documental, material sobre les mateixes gires que es veuria després en la seva pel·lícula Cirkus jede! (Arriba el circ!, 1960).
Més endavant, després d'algunes pel·lícules més i després de l'èxit del seu western roig Limonádový Joe aneb Konská opera (1964), van sorgir projectes per a pel·lícules de ciència-ficció en anglès amb el productor Carlo Ponti, que volia comptar per als guions amb Ennio Flaiano. Aquests projectes i uns altres es van esfumar de seguida, de manera que Lipský continuaria treballant als Estudis Barrandov.
El 1979, va ser nomenat Artista del Poble Txecoslovac (Českoslovenští národní umělci), títol anàleg al seu país a l'anomenat Artista del Poble de la Unió Soviètica.

## Obra

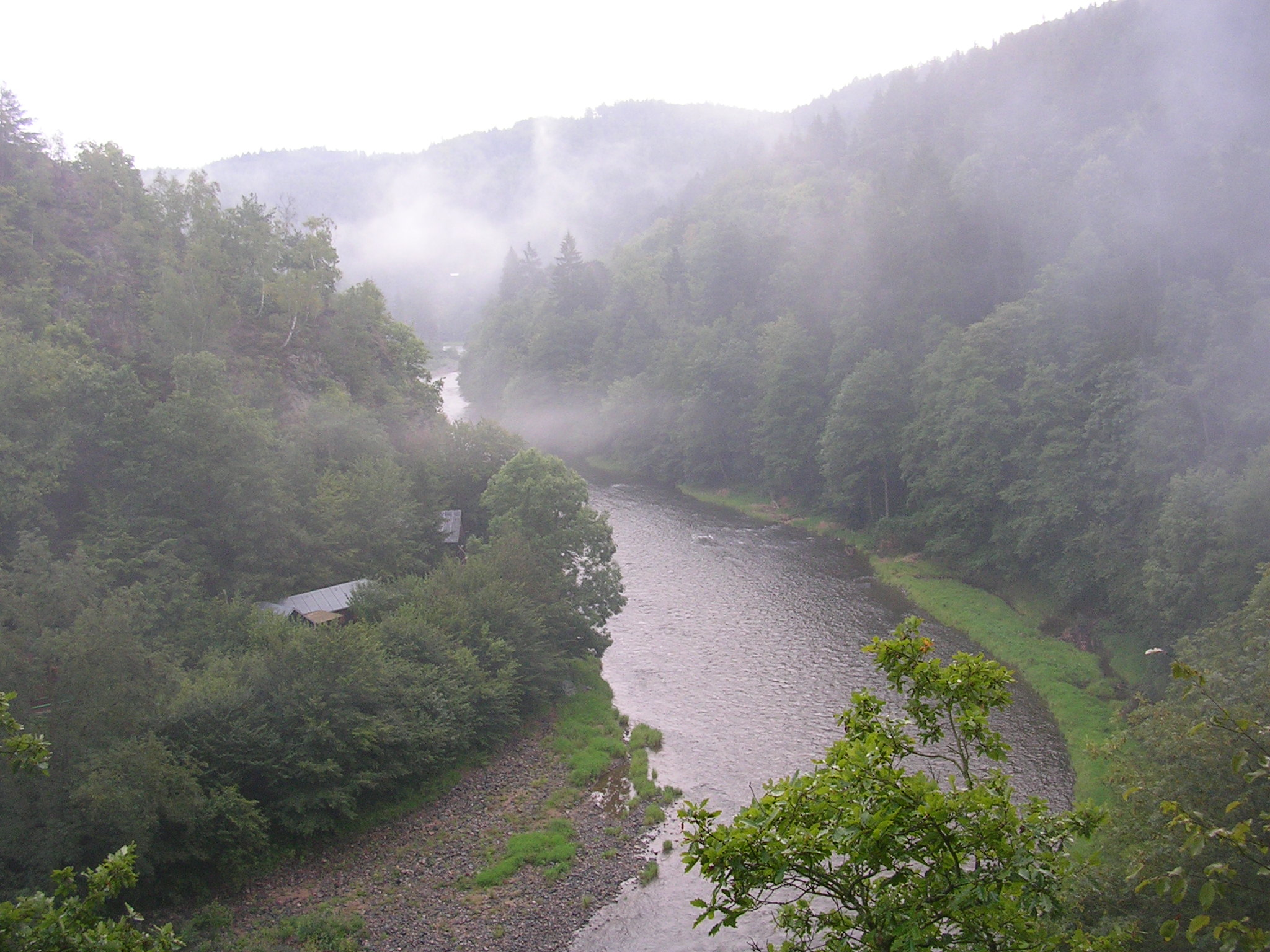
El riu Sázava.

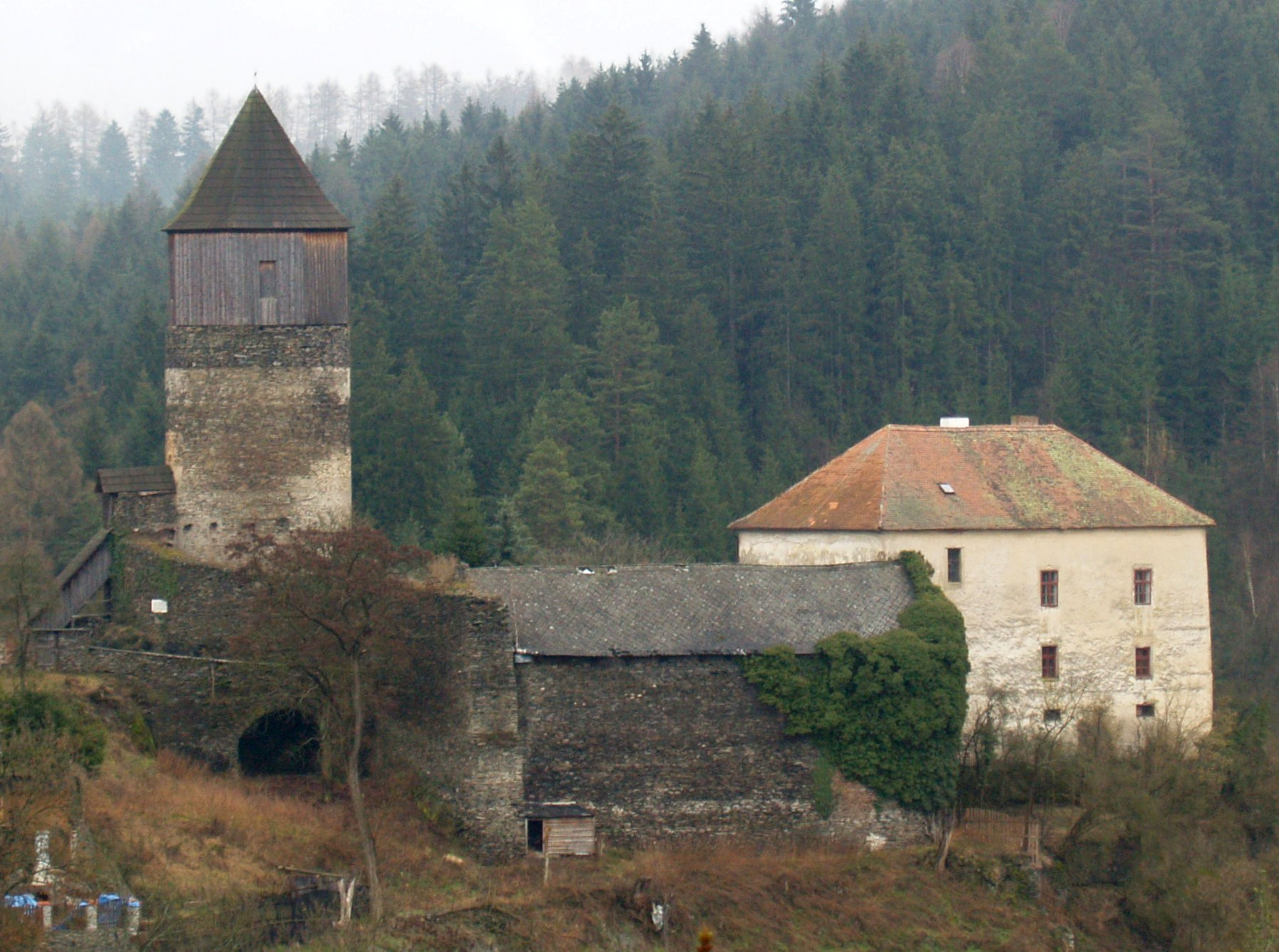
Castell de Pirkstejn, a Rataje nad Sázavou.

Com a actor, Oldřich Lipský va treballar en aquestes pel·lícules de cinema:
- 1945: Řeka čaruje (Les meravelles del riu). Llargmetratge. Txecoslovàquia. La pel·lícula està basada en la peça lírica de radioteatre del mateix nom, obra escrita en 1936 per Josef Prenen (1899 - 1977) que s'havia emès a partir de juny de 1939 amb direcció de Václav Sommer. Els exteriors de la pel·lícula es van rodar en la localitat de Rataje nad Sázavou.[2][3] L'estrena fou l'1 de gener de 1946.[4][5][6][7][8][9][10]
- 1946: V horách duní (V Horách retumba).[11] Llargmetratge. Txecoslovàquia. La pel·lícula va ser estrenada el 15 d'agost de 1946.[12][13][14][15]
- 1948: Červená ještěrka (El Llangardaix Vermell). Llargmetratge. Txecoslovàquia. Es va estrenar la pel·lícula l'11 de febrer de 1949.[16][17][18][19]

En l'argument, en el guió o en la direcció, va desenvolupar el seu art en aquestes produccions:
- 1950: Racek má zpoždění (La gavina es demora). Llargmetratge. Comèdia. Txecoslovàquia. L'estrena va ser el 22 de desembre de 1950.[20]
- 1950: Slepice a kostelník (Les gallines i el sagristà). Llargmetratge. Československý Státní Film. Txecoslovàquia. Va ser estrenada el 6 d'abril de 1951.[21][22][23][24][25][26]
- 1952: Haškovy povídky ze starého mocnárství (Històries de Hašek de la vella monarquia). Pel·lícula d'episodis. Txecoslovàquia. Es va estrenar el 25 de desembre de 1952.[27][28][29][30][31][32]
  - Quatre històries del gran satíric txec: Polévka pro chudé deti (Sopa per als nens pobres), Schuze obecního zastupitelstva v Mejdlovarech (Les reunions de l'ajuntament de Mejdlovar), Trampoty pana Tenkráta, Vzpoura trestance Šejby (La revolta dels convictes de Šejby).[28][33]
- 1954: Cirkus bude! (El circ donarà sessió! o Hurly burly al circ). Llargmetratge. Comèdia. Txecoslovàquia. Es va estrenar el 15 d'octubre de 1954.[34][35][36][37][38]
- 1955: Vzorný kinematograf Haška Jaroslava (El cinematògraf exemplar de Jaroslav Hašek). Pel·lícula d'episodis. Studio Umeleckých Filmu (Estudi de les Arts Cinematogràfiques), de Praga. Txecoslovàquia. La pel·lícula va ser estrenada l'1 de juny de 1956.[39][40][41][42][43]
- 1958: Hvezda jede na jih (Una estrella viatja al sud). Llargmetratge. Comèdia musical. Estudis Barrandov i Lovcen Film. Coproducció de Iugoslàvia i Txecoslovàquia. La pel·lícula es va estrenar el 15 de maig de 1964.[44][45][46][47][48]
- 1960: Vítající dívka (La benvinguda de la nena). Curtmetratge documental. Txecoslovàquia.[49]
- 1960: Vítající dav (La benvinguda del públic). Curtmetratge documental. Txecoslovàquia.[50]
- 1960: Obrazový průvodce (La guia il·lustrada). Curtmetratge documental. Txecoslovàquia.[51][52]
- 1960: Cirkus jede! (¡Llega el circo!). Arriba el circ!). Llargmetratge documental amb actors. Txecoslovàquia. Estrenada el 7 d'abril de 1961.[53][54][55][56]

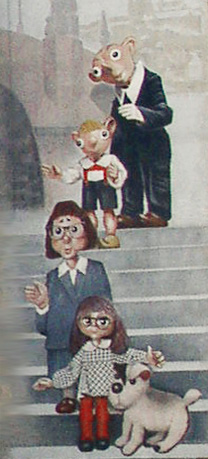
Els personatges Josef Spejbl, el seu fill Hurvínek i els que componen la família que viu amb ells: la senyora Katerina i la seva filla Mánicka, aquesta amb el gos Žeryk.

- 1960: Hurvínek to zarídí (Hurvínek el curarà). Txecoslovàquia.[57][58] Cortometraje con el Curtmetratge amb el marionetista Miloš Kirschner (1927 - 1996) i els personatges Spejbl i Hurvínek, del també marionetista Josef Skupa (1892 - 1957). Kirschner es va ocupar de donar vida als personatges després de la mort de Skupa.
- 1961: Muž z prvního století (Un home del segle I o Un home del primer segle). Llargmetratge. Comèdia de ciència-ficció inspirada en l'obra de teatre de Vladímir Mayakovski La xinxa (Клоп, 1928).[59] Txecoslovàquia. La pel·lícula va ser estrenada el 23 de març de 1962. Es va projectar en l'edició del mateix any del Festival de Canes.[60][61][62][63][64][65]
- 1964: Limonádový Joe aneb Konská opera. Llargmetratge. Txecoslovàquia.
- 1967: Šťastný konec (Final feliç; el títol internacional és Happy End). Llargmetratge. Estudis Barrandov. Txecoslovàquia. Estrena: 1 de setembre de 1967.[66][67][68][69][70][71][72][73]
- 1969: Zabil jsem Einsteina, pánové… (He matat a Einstein, cavallers!). Llargmetratge. Comèdia de ciència-ficció. Československý státní film. Txecoslovàquia. Es va estrenar el 27 de febrer de 1970.[74][75][76][77][78][79]
- 1970: Ctyri vraždy stací, drahoušku (N'hi ha prou amb quatre assassinats, afecte). Llargmetratge. Comèdia. Estudis Barrandov. Txecoslovàquia. Es va estrenar la pel·lícula el 10 de maig de 1971.[80][81][82][83][84][85]
- 1971: Slamený klobouk (Un barret de palla). Llargmetratge. Comèdia de costums. Txecoslovàquia. La pel·lícula es va estrenar el 24 de març de 1972[86][87][88][89][90]
- 1972: Šest medvedu s Cibulkou (Sis ossos i el pallasso Ceba). Llargmetratge. Comèdia. Txecoslovàquia, amb participació de la RDA. Estrena: 1 de desembre de 1972.[91][92][93][94][95][96][97][98]
- 1973: Tri chlapi na cestách ('Tres homes de viatge). Llargmetratge. Comèdia. Txecoslovàquia. La pel·lícula va ser estrenada l'1 de novembre de 1973.[99][100][101][102][103][104]
- 1974: Jáchyme, hod ho do stroje! (¡'Jáchym!: tira-ho a la màquina!). Llargmetratge. Comèdia. Estudis Barrandov. Txecoslovàquia. Estrena: 30 d'agost de 1974.[105][106][107][108][109][110]
- 1975: Cirkus v cirkuse (Circ en el circ). Llargmetratge. Comèdia. Coproducció dels Estudis Barrandov, de Praga (Txecoslovàquia) i els Estudis Mosfilm, de Moscou (Unió Soviètica). Va ser estrenada l'1 de febrer de 1976.[111][112][113][114][115][116]
- 1976: Marecku, podejte mi pero! (Mareck!: deixa'm la ploma!). Llargmetratge. Comèdia. Estudis Barrandov. Txecoslovàquia. Es va estrenar l'1 d'octubre de 1976.[117][118][119][120][121][122][123][124]

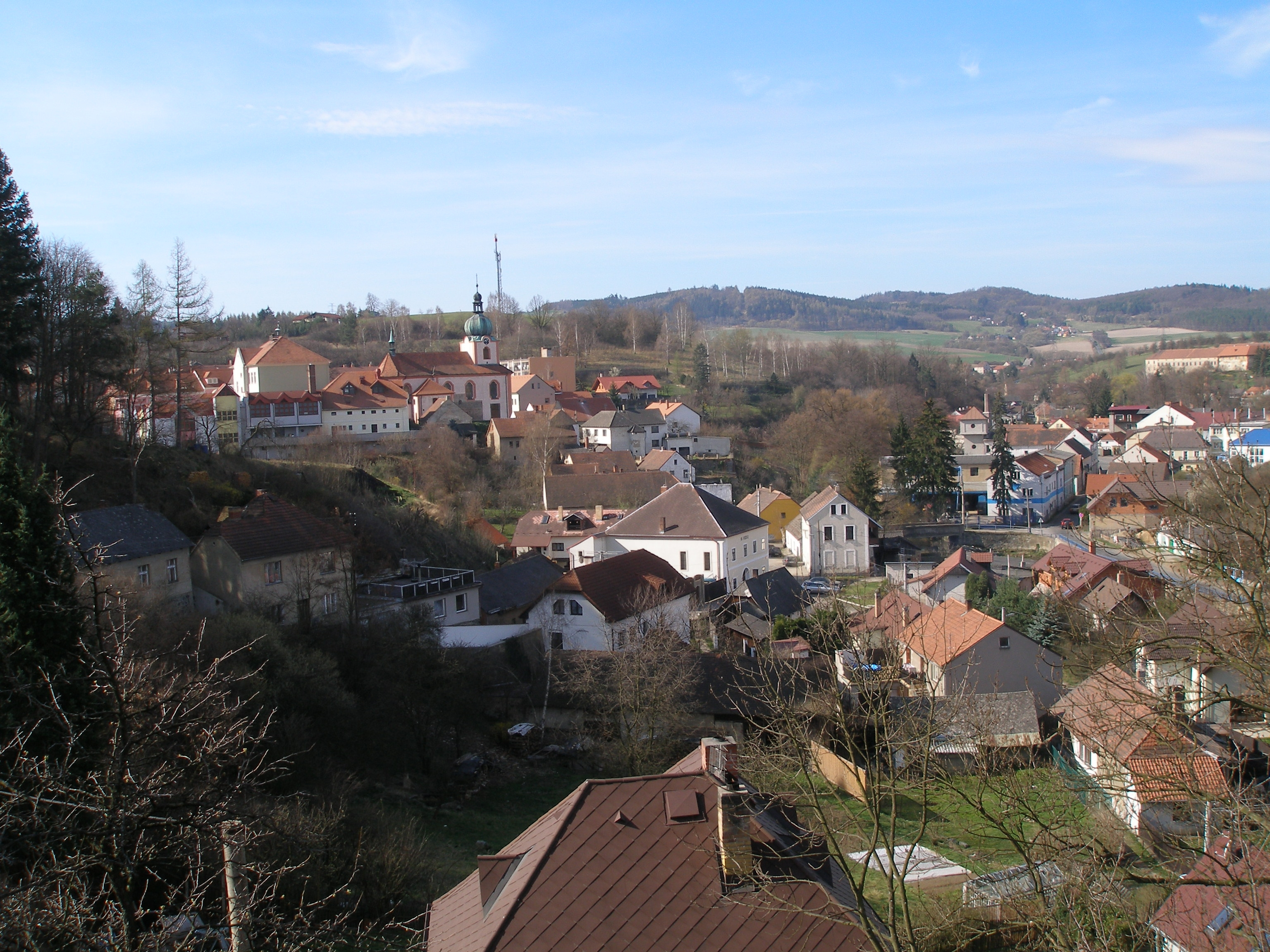
Nový Knín.

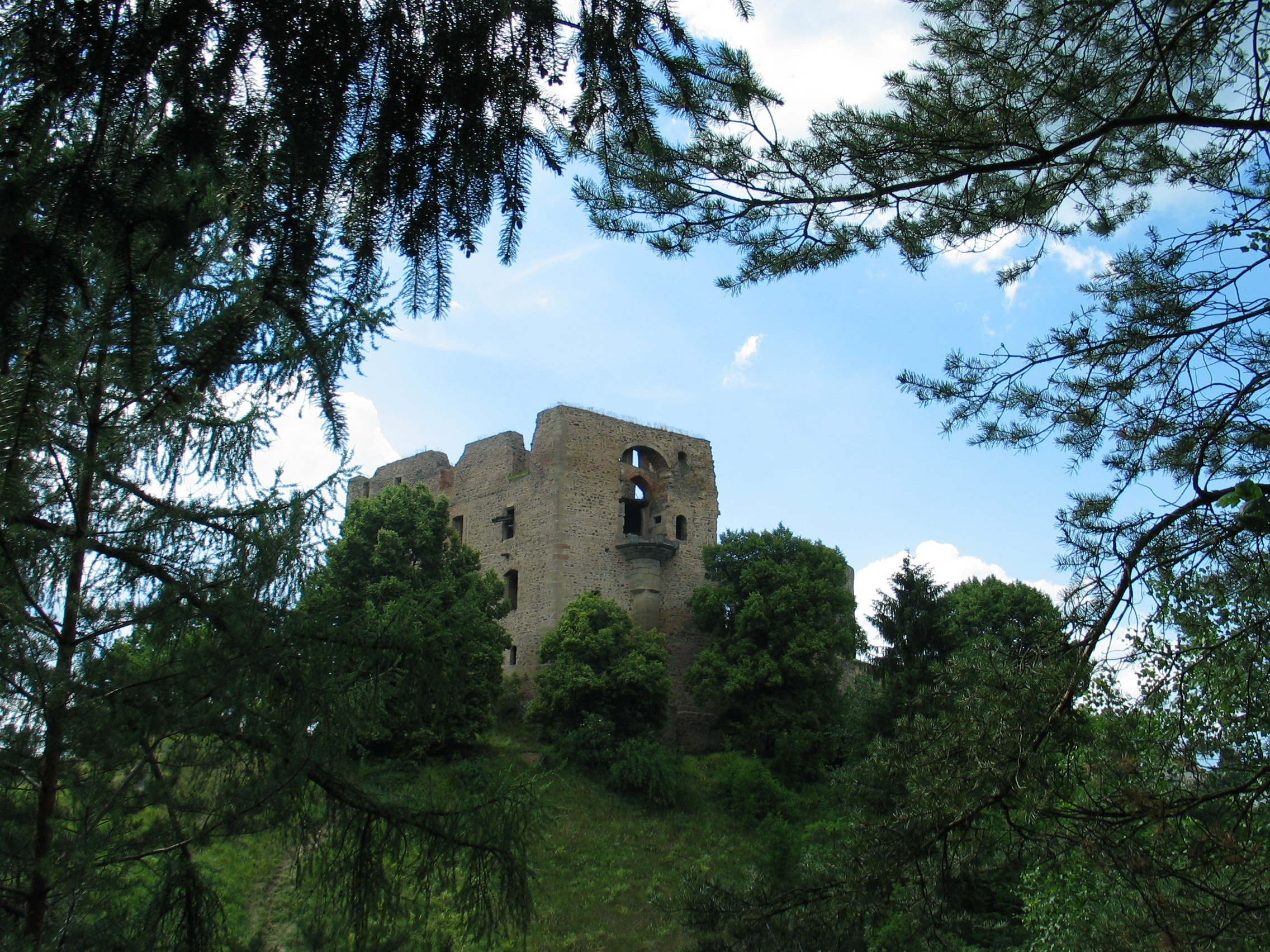
Castillo de Krakovec.

- 1976: At žijí duchové! (Llarga vida als fantasmes!). Llargmetratge. Comèdia fantàstica infantil. Txecoslovàquia. El rodatge va tenir lloc sobretot a la població de Nový Knín i al Castell de Krakovec.[125][126] Es va estrenar l'1 de novembre de 1977.[127][128][129][130][131][132][133]
- 1977: Adéla ješte nevecerela (Adela no ha sopat encara). Llargmetratge. Comèdia fantàstica. Estudis Barrandov. Txecoslovàquia. Es va estrenar l'1 d'agost de 1978.[134][135][136][137][138][139][140] La pel·lícula està presentada com un melodrama dels temps del cinema mut, en concret dels anys 20, amb els seus corresponents intertítols ornamentats entre les seqüències. Es va estrenar a l'agost de 1978, i Jaroslav Kučera (1946 -) obtindria per ella el premi a la millor fotografia en l'edició d'aquest mateix any del Festival de Cinema Fantàstic de Sitges. L'obra es va emportar en 1980 el Premi Saturn a la millor pel·lícula estrangera; en el mateix certamen, va ser proposada com a millor pel·lícula fantàstica.
- 1979/80: Aber Doktor (Però doctor...!). DEFA-Studio für Spielfilme. Telefilme de la República Democràtica Alemanya, amb participació txecoslovaca. Comèdia romàntica.[141][142][143][144][145]

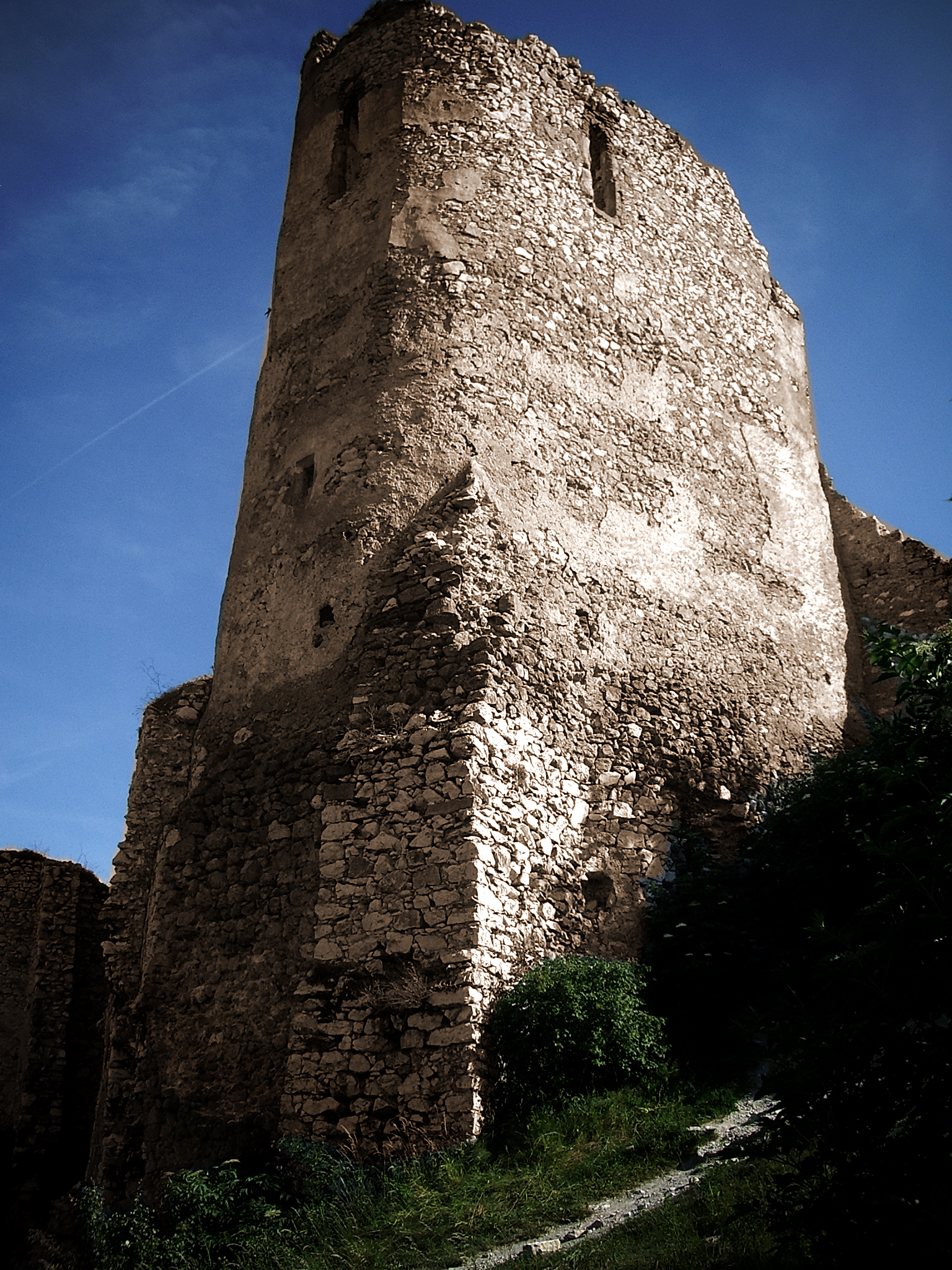
Castell de Čachtice.

- 1981: Tajemství hradu v Karpatech (El misteriós castell dels Carpats), llargmetratge basat en la novel·la de Jules Verne El castell dels Carpats i paròdic de les novel·les d'aquest escriptor. Comèdia de ciència-ficció. Estudis Barrandov. Txecoslovàquia. Es va estrenar la pel·lícula l'1 d'octubre de 1981.[146][147][148][149][150][151][152][153] Els exteriors es van rodar en el llogaret de Čachtice, on es troben les ruïnes del castell de Erzsébet Báthory, que, naturalment, es van aprofitar.[154]
- 1982: Srdecný pozdrav ze zemekoule (Moltes felicitats des de la Terra). Llargmetratge mixt d'imatge real i animació. Comèdia de ciència-ficció. Estudis Barrandov. Txecoslovàquia. Va ser estrenada l'1 de juliol de 1983.[155][156][157][158][159][160] Encara que es tracta d'una pel·lícula de ciència-ficció, l'organització social és la de la Txecoslovàquia dels anys 80.
- 1983: Tri veteráni (Tres veterans). Llargmetratge. Comèdia fantàstica. Estudis Barrandov. Txecoslovàquia. Es va estrenar l'1 de juliol de 1984.[161][162][163][164][165][166]

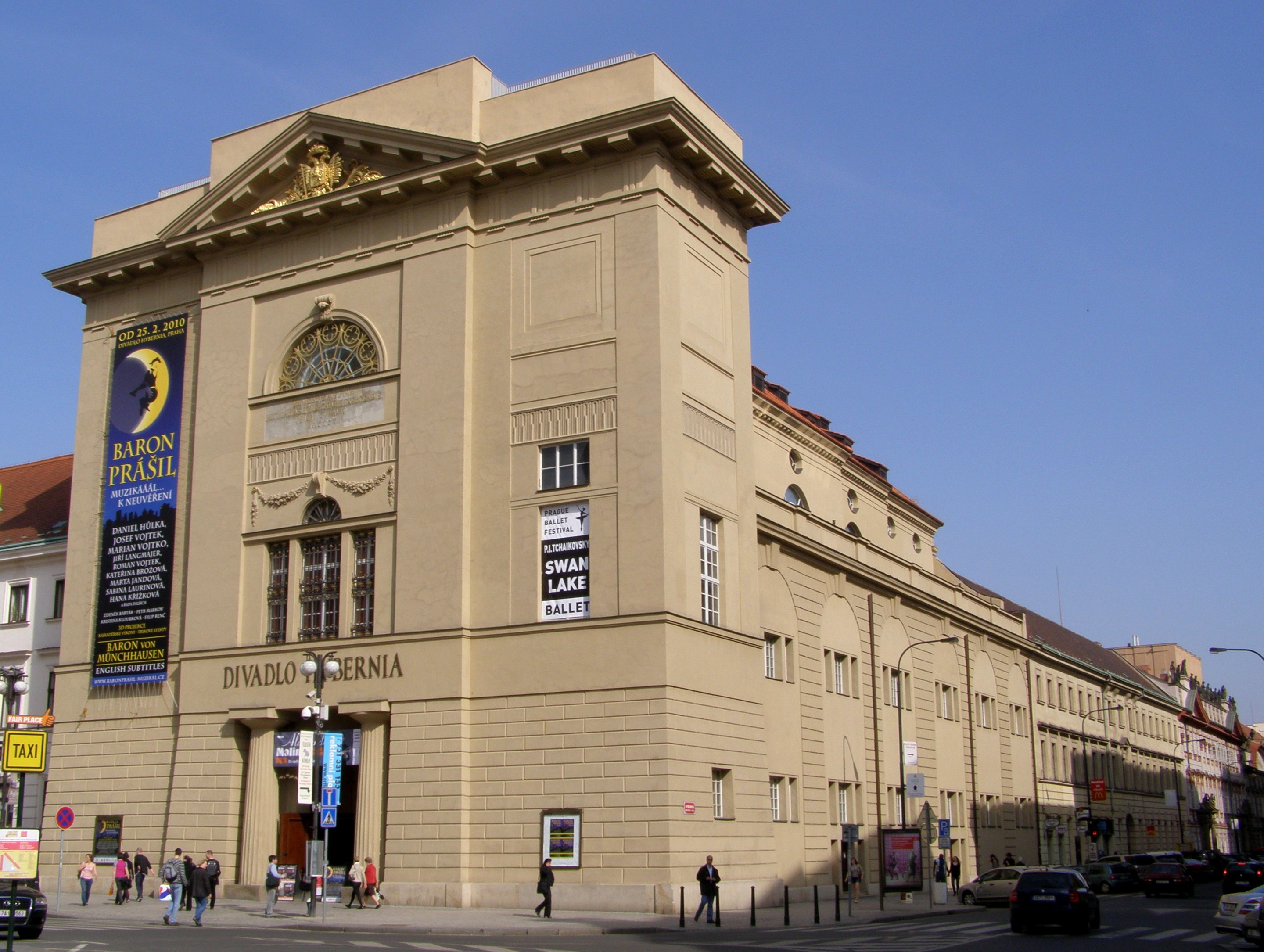
El Palau d'Hivern (Praga).

- 1986: Velká filmová loupež (La gran pel·lícula de l'atracament). Llargmetratge. Comèdia. Ústrední pujcovna filmu (Distribuïdora Central de Pel·lícules).[167] Txecoslovaquia.[168][169][170][171][172][173] Apareixen en aquesta producció deu dels actors més cèlebres de la Txecoslovàquia de la seva època, representant-se a si mateixos alguns d'ells.

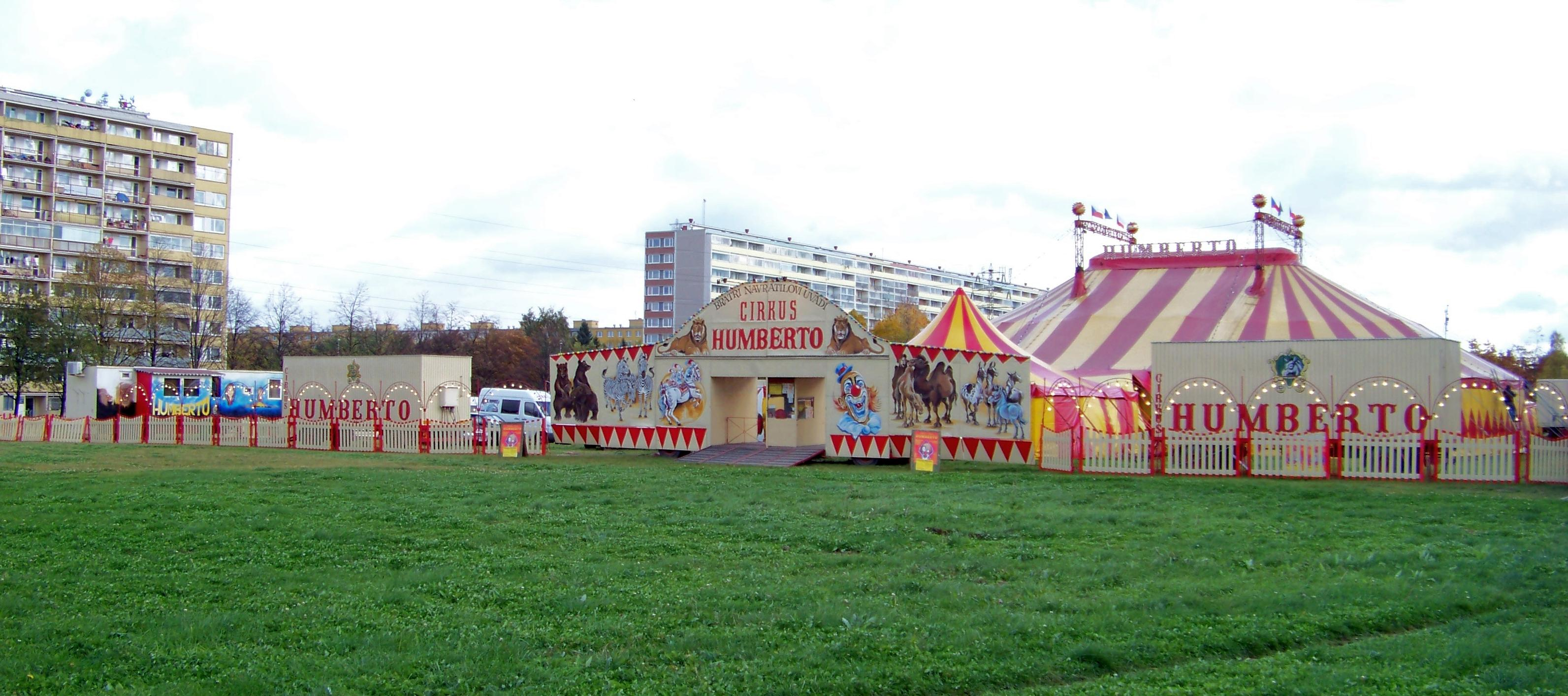
El Circ Humberto txec i eslovac de la vida real, fundat en 1951, deu anys després de la publicació de la novel·la de E. Bass.

- 1988: Cirkus Humberto (El Circ Humberto). Sèrie de televisió. Drama històric. Coproducció de la República Democràtica Alemanya i Txecoslovàquia en la qual s'adapta la novel·la de 1941 de l'escriptor txec Eduard Bass (1887 - 1946).[174][175][176][177][178][179]

## El documental sobre la comèdia txeca
En 1980, Aleš Dospiva s'havia encarregat de forjar un documental sobre la comèdia cinematogràfica txeca: Jak es dělá smích (Com es fa riure). Vladimír Menšík (1929 - 1988) presentava en aquest muntatge 35 anys de comèdies txeques mitjançant passatges de pel·lícules i entrevistes amb alguns dels seus artífexs: els directors O. Lipský i Václav Vorlíček (1930 -) i els actors František Filipovský (1907 - 1993), Jiří Sovák (1920 - 2000), Zdeněk Podskalský (1923 - 1993) i Jiřina Bohdalová (1931 -). La data d'estrena d'aquest documental va ser l'1 d'abril de 1981.